# Комаров, Алексей Валерьевич
Алексей Валерьевич Комаров (род. 12 мая 1981, Свердловск, СССР) — российский профессиональный баскетболист и тренер, игравший на позиции центрового.

## Биография
Родился в Свердловске.
Начало его спортивной карьеры было связано с баскетбольными клубами родного города. Дебютировал в клубе «Евраз». Играл в клубе в период его первоначального становления, в дивизионе «Б» Суперлиги, затем в дивизионе «А».
В 2005 году екатеринбургская команда прекратила существование и Комаров стал выступать в зареченском «Союзе».
Через четыре года вернулся в Екатеринбург, где выступал за «Урал».
Сезон 2010/2011 провёл во владивостокском клубе «Спартак-Приморье», с которым стал чемпионом Суперлиги.
Очередной командой Комарова стал ревдинский «Темп-СУМЗ», за который он играл четыре сезона.
В сентябре 2015 года вернулся в «Урал». В составе «грифонов» принял участие в 20 матчах, в среднем за игру проводя на площадке 8 минут 16 секунд, набирая по 3 очка и 1,9 подбора.
Перед началом сезона 2016/2017 Комаров продлил контракт с екатеринбургским клубом.

## Достижения
- Чемпион Суперлиги: 2010/2011
- Бронзовый призёр Суперлиги-2 дивизион: 2017/2018